# Classic Brugge-De Panne femminile 2022
La Classic Brugge-De Panne femminile 2022, quinta edizione della corsa e valevole come quarta prova dell'UCI Women's World Tour 2022 categoria 1.WWT, si svolse il 24 marzo 2022 su un percorso di 162,8 km, con partenza da Bruges e arrivo a De Panne, in Belgio. La vittoria fu appannaggio dell'italiana Elisa Balsamo, la quale completò il percorso in 3h52'11", alla media di 39,164 km/h, precedendo l'olandese Lorena Wiebes e la connazionale Marta Bastianelli.
Sul traguardo di De Panne 125 cicliste, su 135 partite da Bruges, portarono a termine la competizione.

## Squadre e corridori partecipanti
| N.      | Cod. | Squadra                       |
| ------- | ---- | ----------------------------- |
| 1-6     | FDJ  | FDJ Nouvelle-Aquitaine        |
| 11-15   | SDW  | Team SD Worx                  |
| 21-26   | TFS  | Trek-Segafredo                |
| 31-35   | CSR  | Canyon-SRAM Racing            |
| 41-46   | HPW  | Human Powered Health          |
| 51-56   | LIV  | Liv Racing Xstra              |
| 61-66   | MOV  | Movistar Team Women           |
| 71-76   | CGS  | Roland Cogeas Edelweiss Squad |
| 81-86   | BEX  | Team BikeExchange-Jayco       |
| 91-96   | DSM  | Team DSM                      |
| 101-106 | UAD  | UAE Team ADQ                  |
| 111-116 | UXT  | Uno-X Pro Cycling Team        |

| N.      | Cod. | Squadra                    |
| ------- | ---- | -------------------------- |
| 121-126 | WNT  | Ceratizit-WNT Pro Cycling  |
| 131-136 | PHV  | Parkhotel Valkenburg       |
| 141-146 | VAL  | Valcar-Travel & Service    |
| 151-156 | BCV  | Bingoal Casino-Chevalmeire |
| 161-166 | IBC  | IBCT                       |
| 171-176 | LEW  | Le Col-Wahoo               |
| 181-186 | LSL  | Lotto-Soudal Ladies        |
| 191-196 | MUL  | Multum Accountants Ladies  |
| 201-206 | AGI  | AG Insurance-NXTG Team     |
| 211-216 | PLP  | Plantur-Pura               |
| 221-226 | HPU  | Team Coop-Hitec Products   |

## Ordine d'arrivo (Top 10)
| Pos. | Corridore         | Squadra  | Tempo    |
| ---- | ----------------- | -------- | -------- |
| 1    | Elisa Balsamo     | Trek     | 3h52'11" |
| 2    | Lorena Wiebes     | DSM      | s.t.     |
| 3    | Marta Bastianelli | UAE      | s.t.     |
| 4    | Lonneke Uneken    | SD Worx  | s.t.     |
| 5    | Maria Martins     | Le Col   | s.t.     |
| 6    | Emma Norsgaard    | Movistar | s.t.     |
| 7    | Chiara Consonni   | Valcar   | s.t.     |
| 8    | Alice Barnes      | Canyon   | s.t.     |
| 9    | Lotte Kopecky     | SD Worx  | a 3"     |
| 10   | Clara Copponi     | FDJ      | s.t.     |